# Caddy (golf)

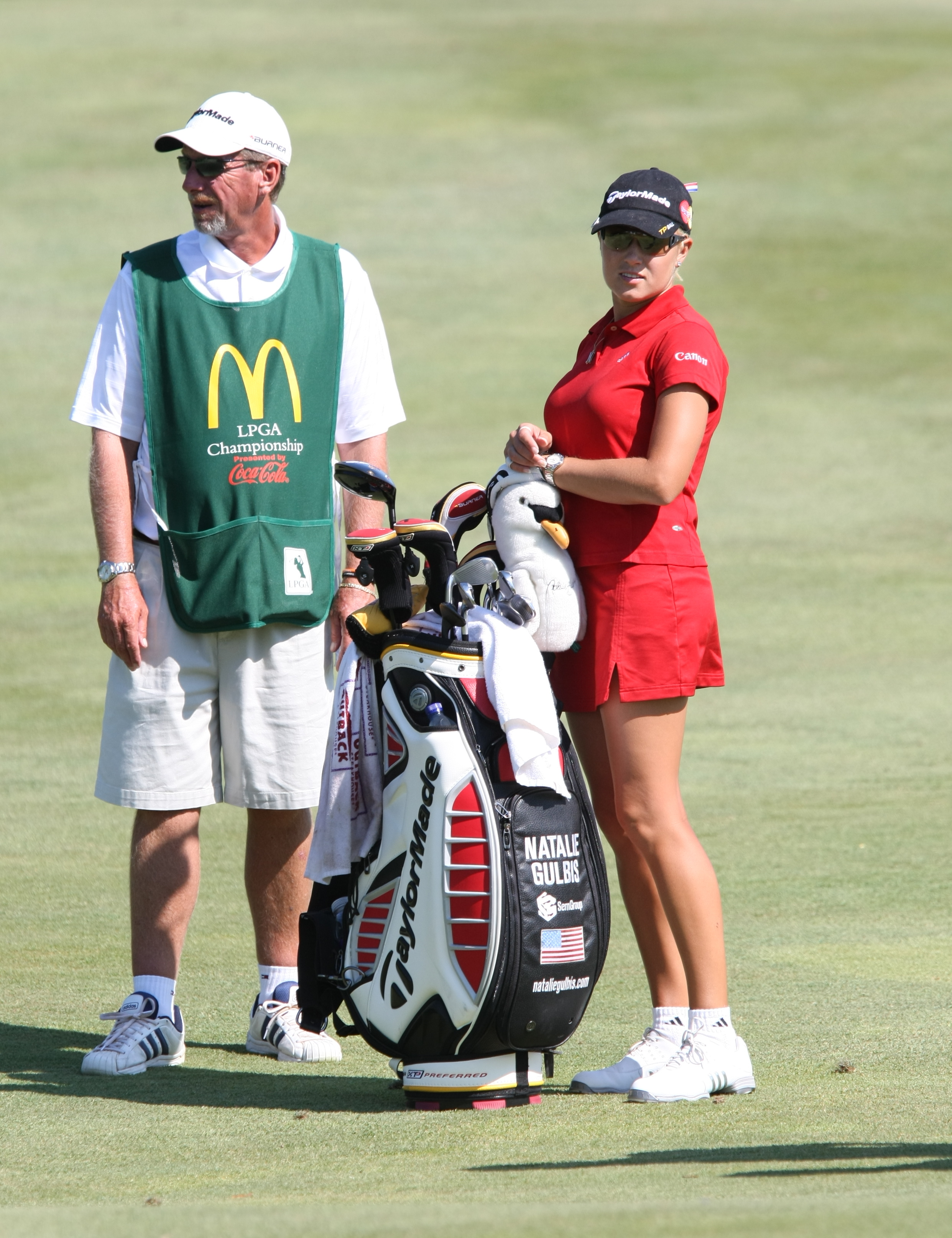
Natalie Gulbis ze swoim caddy

Caddy (również caddie) jest osobą pomagającą nosić torbę z kijami zawodnika podczas gry w golfa. Oprócz tego dobry caddy służy radami i wsparciem moralnym – powinien znać dane pole golfowe i umieć wskazać optymalną na nim strategię.